# 동적 프로그래밍 언어
동적 프로그래밍 언어(dynamic programming language, 동적 언어)는 다른 언어에서 컴파일 과정 중 수행하는 특정 일들을 실행 도중(런타임)에 수행하는 고급 언어를 의미하는 용어다. 동적 언어가 런타임에 수행하는 일은 코드 추가, 타입 시스템 변경 등이 있다. 이러한 특징들은 리스프 언어에서 처음으로 구현된 것이 많다.

## 예
다음과 같은 언어들이 동적 프로그래밍 언어로 간주된다.
- 액션스크립트(ActionScript)
- BeanShell
- 코볼스크립트(CobolScript)
- 클로저(Clojure)
- 어도비 콜드퓨전(ColdFusion)
- 커먼 리스프(Common Lisp, 참고: 리스프)
- Dylan
- 그루비(Groovy)
- Gambas
- E
- Fancy
- 자바스크립트(JavaScript)
- 줄리아(Julia)
- 루아(Lua)
- 매트랩(MATLAB) / Octave
- Objective-C
- 펄(Perl)
- PHP
- 윈도우 파워셸(Powershell)
- 파이썬(Python)
- R
- 루비(Ruby)
- 스몰토크(SmallTalk)
- Tcl
- VB스크립트
- 자바(Java, Reflection 이용)

## 구현

### Eval 함수
일부 동적 언어는 eval 함수를 지원한다. eval 함수는 코드를 문자열 파라미터로 받아서 그 코드를 실행시킨다.

### 객체 런타임 변형
동적 언어에서는 객체의 타입이 런타임 중 변형될 수 있다.

## 같이 보기
- 프로그래밍 언어의 비교
- 네임 바인딩
- 폰 노이만 구조